# Медаль военных заслуг (Греция)
Медаль военных заслуг (греч. Μετάλλιο Στρατιωτικής Αξίας) — военная награда Греции. Первоначально была создана в 1916 году для поощрения заслуг в военное время, но после Второй мировой войны стала медалью мирного времени, предназначенной для офицеров. После отмены греческой монархии в 1974 году дизайн медали был несколько изменён.

## История

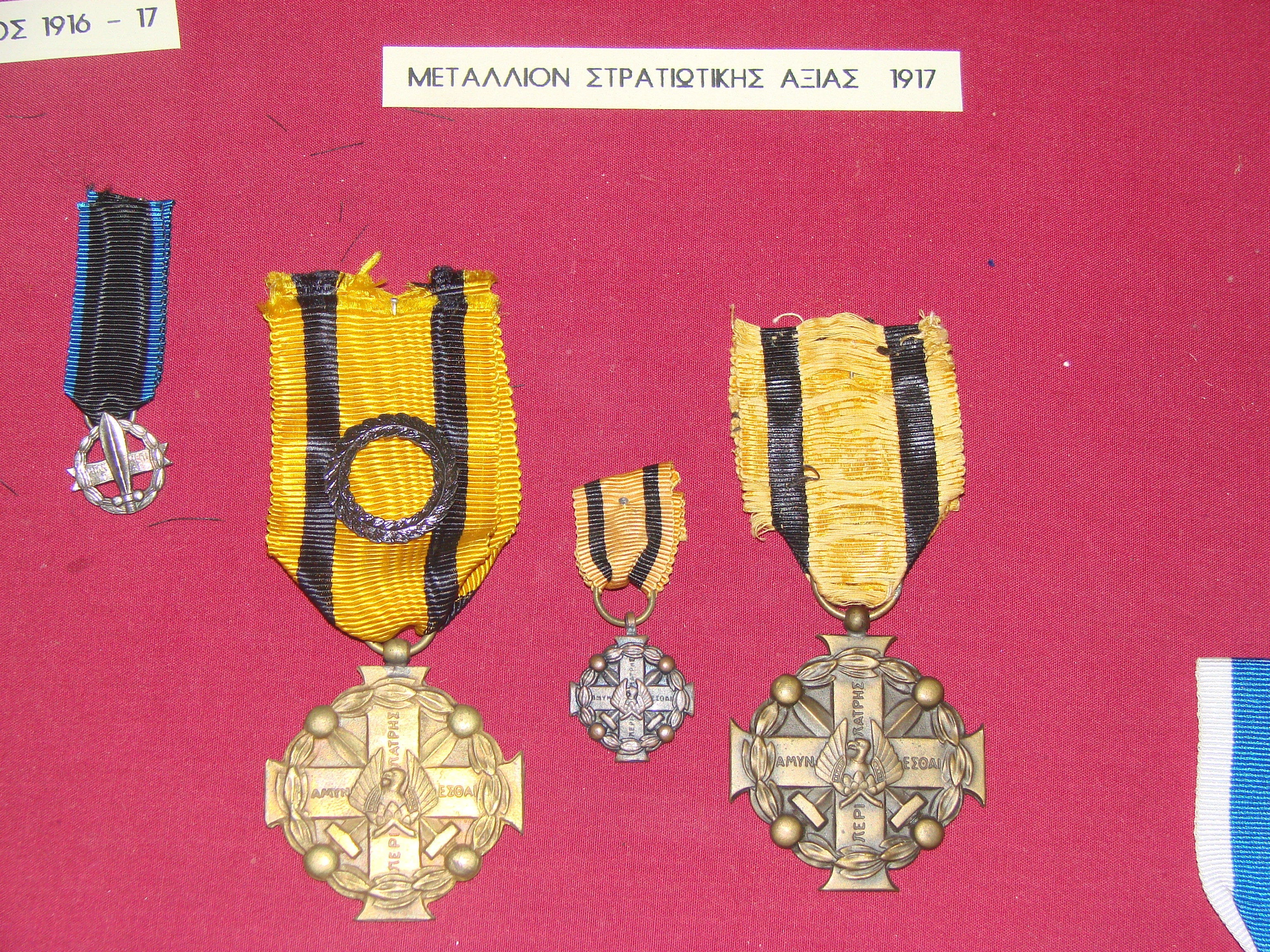
Медаль военных заслуг образца 1917 года.

Награда была создана правительством «Национальной обороны», во время национального раскола, 28 октября 1916 года как Военная медаль (Στρατιωτικόν Μετάλλιον). Официально она была учреждена Королевским указом 30 июня 1917 года под названием Медаль военных заслуг. Первоначально существовало 4 степени медали, при этом 3 высшие отличались соответственно позолоченным, серебряным и бронзовым лавровым венком на ленте, а четвертая степень была без дополнительных знаков.

## Критерии награждения
Медалью военных заслуг награждаются офицеры Вооружённых сил Греции за выдающиеся действия и образцовую службу, отличные способности в управлении и организации деятельности подразделения. 3 её степени предназначены для награждения старших, высших и младших офицеров, соответственно.

## Описание

### Медаль 1917 года
Награда представляет собой медный лапчатый крест, наложенный на диск из того же материала; диск обрамлён лавровым венком, поверх него находятся скрещенные между лучами креста короткие мечи, а в центре — изображение восстающего из пепла феникса. На вертикальных лучах креста имеется надпись ΑΜΥΝ / ΕΣΘΑΙ, а на горизонтальных — ΠΕΡΙ ΠΑΤΡΗΣ (ΑΜΥΝΕΣΘΑΙ ΠΕΡΙ ΠΑΤΡΗΣ (рус. Защищая отечество) — фраза Гектора из Илиады)).
На реверсе медали была надпись ΕΛΛΑΣ 1916–1917 (рус. Греция 1916–1917) (хотя на некоторых экземплярах может отсутствовать как дата, так и вся надпись целиком). Эскиз награды работы французского скульптора Андре Риво который также разработал греческий Военный крест 1916 года.
Лента жёлтая, с двумя черными полосами. К ленте награды 1-3 степеней крепятся дополнительные украшения — металлические круглые венки. При ношении планок венки заменялись металлическими лавровыми ветвями. Из-за нехватки украшений официального образца в период 1916—1922 годов, награждённые часто использовали аналогичные от других орденов и медалей, особенно часто от французского Военного креста.

### Медаль 1974 года
Награда 4-й степени упразднена. На аверсе вместо феникса изображён Герб Греции, на аверсе надпись также изменена, теперь она выглядит как ΓΙΑ ΣΤΡΑΤΙΩΤΙΚΗ ΑΞΙΑ  (рус. За военные заслуги).
Лента шириной 35 мм, синего цвета с широкой белой полосой в центре и узкими жёлтыми по краям
В зависимости от степени медали, к её ленте крепится позолоченная, серебряная или бронзовая лавровая ветвь, соответственно.

## Галерея

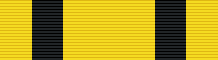
Лента к медали образца 1917 года
Медаль образца 1974 года, I класс
Медаль образца 1974 года, II класс
Медаль образца 1974 года, III класс